# Донецкое время (газета)
«Донецкое время» — общественно-политическая газета самопровозглашённой Донецкой Народной Республики социальной направленности. Издается с сентября 2015 года, с 2020 года — также работает в формате сетевого издания. Учреждена и издаётся государственным предприятием «Республиканский издательский дом „Донбасс“». Главный редактор Владимир Николаев.

## История
29 сентября 2015 года Министерством информации ДНР газете было выдано свидетельство о регистрации № 322.
Министр информации ДНР Игорь Антипов в интервью ресурсу «Аналитическая служба „Донбасс“» сообщил, что в январе 2020 года «Донецкое время» отказалось от бумажной версии газеты ввиду дорогой стоимости изготовления и перевело издание в сетевой формат. Антипов сообщил, что целевая аудитория газеты — люди старше 45 лет, и к этому времени свыше 60% таких людей пользуется интернетом.

## Содержание
В издании публикуются материалы по историческим и современным вопросам, о спорте и культуре, публикуются интервью с интересными людьми и размещаются репортажи о знаковых событиях, связанных с Донецкой народной республикой.